# Lola Créton

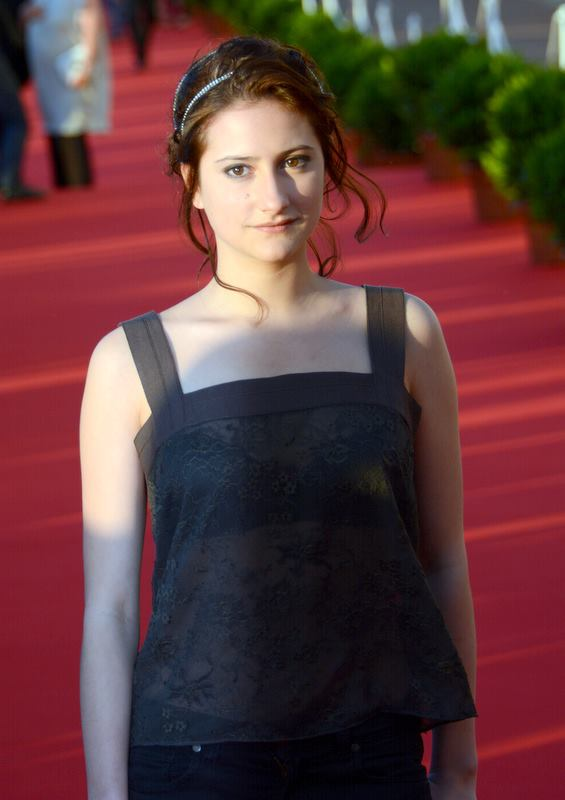
Lola Créton (2013)

Lola Créton (* 16. Dezember 1993 in Paris) ist eine französische Schauspielerin.

## Leben
Lola Créton wurde mit dem 2008 von Nicolas Bary gedrehten Film Les Enfants de Timpelbach bekannt. In dem Film um ein Dorf ohne Eltern spielt sie die Rolle der Mireille Stettner. In Catherine Breillats Film Barbe Bleue, das aus der Sicht eines jungen Mädchens erzählte Märchen vom Blaubart, stellt sie Marie-Catherine, Blaubarts jüngste Frau dar.
Im 2011 erschienenen Film Eine Jugendliebe von Mia Hansen-Løve spielt sie an der Seite
von Sebastian Urzendowsky in einer Liebesgeschichte zwischen der 15-jährigen Camille und dem vier Jahre älteren Sullivan. Der Film erhielt auf dem Internationalen Filmfestival von Locarno eine Nominierung.

## Filmografie
- 2004: Imago (Kurzfilm) – Regie: Aline Ahond
- 2007: Die Kammer der toten Kinder (La Chambre des morts) – Regie: Alfred Lot
- 2008: Les Enfants de Timpelbach – Regie: Nicolas Bary
- 2009: Blaubarts jüngste Frau (Barbe Bleue) – Regie: Catherine Breillat
- 2009: Malban (Kurzfilm) – Regie: Elodie Bouedec
- 2011: En ville – Regie: Valérie Mréjen und Bertrand Schefer
- 2011: Eine Jugendliebe (Un amour de jeunesse) – Regie: Mia Hansen-Løve
- 2012: Die wilde Zeit (Après mai) – Regie: Olivier Assayas
- 2013: Les Salauds – Dreckskerle (Les Salauds) – Regie: Claire Denis
- 2014: Disparue en hiver – Regie: Christophe Lamotte
- 2014: Zu Zweit (Deux) – Regie: Anne Villacèque
- 2016: Les ronds-points de l’hiver – Regie: Louis Séguin, Laura Tuillier
- 2016: Corniche Kennedy – Regie: Dominique Cabrera
- 2018: Für meinen Glauben (Dévoilées) – Regie: Jacob Berger
- 2022: Mit Liebe und Entschlossenheit (Avec amour et acharnement) – Regie: Claire Denis
- 2022: Die schwarzen Schmetterlinge (Les papillons noirs, Fernsehserie, arte)